# 袁祖銘
袁 祖銘（えん そめい）は、中華民国の軍人。黔軍（貴州軍）の指導者。北京政府の支援を受けて貴州省を統治した。後に国民政府（国民革命軍）側に転じる。字は鼎卿。

## 事績

### 黔軍での台頭
最初は学問を志したが、1907年（光緒33年）3月、貴陽陸軍小学堂に入学する。1909年（宣統元年）の卒業後は、興義県小学堂の体操教員となった。1911年（宣統3年）、劉顕世の靖辺巡防営に加入している。
辛亥革命後の1913年（民国2年）9月、貴州陸軍第1団第2営長に任命され、まもなく第1営営長となった。1915年（民国4年）12月の護国戦争（第三革命）では、王文華率いる護国軍に加入し、北京政府軍と戦った。1916年（民国5年）、陸軍少将銜を授与される。翌年には、暫編貴州陸軍第1師第1旅第1団団長に昇進した。1918年（民国7年）3月、貴州陸軍第2師師長となる。
袁祖銘は、王文華配下の中でも勇猛な指揮官として台頭した。しかし、次第にその実力を恐れる王と対立するようになる。また、王は南方政府支持派であったが、袁は逆に北京政府に接近していた。1920年（民国9年）11月、王は民九事変を発動して貴州督軍劉顕世を下野に追い込み、貴州の統治権を確保しようとした。しかし翌年3月、袁は刺客を放って王を暗殺したのである。

### 貴州統治と四川介入の失敗
その翌月、北京政府の財政的支援も得た袁祖銘は、武昌で定黔軍を組織して総指揮を自称する。1922年（民国11年）4月、袁は南方政府派の黔軍総司令盧燾を駆逐して、貴陽を占領した。これにより、袁は黔軍総司令を自称した。しかし、雲南の唐継尭と次第に対立し、1923年（民国12年）4月、唐継虞（唐継尭の弟）率いる滇軍（雲南軍）に貴陽から追われてしまった。その後の袁は、四川省で、川軍（四川軍）と勢力圏争いを繰り広げた。1924年（民国13年）3月、北京政府から川黔辺防督弁兼陸軍第34師師長に任命される。
その間に袁祖銘は唐継尭と和睦し、1925年（民国14年）1月に貴州督弁として復帰した。しかし、袁はその後も、四川省での省内内戦に関与し続ける。貴州の省政は、部下の王天培、彭漢章、周西成に委ねられた。同年6月、袁は、川軍指揮官劉湘らと組んで、四川省統一を狙う川軍の有力指導者楊森を撃破した。ところが、すぐに劉湘と楊森は和解し、今度は袁が攻撃対象とされてしまう。翌年5月、袁は川軍に敗北し、湘西（湖南省西部）へ逃亡した。

### 転向と最期
これにより袁祖銘は、生き残りを図るために広州国民政府に転じる。同年10月に袁は、国民革命軍第12軍軍長兼左翼軍前敵総指揮として北伐に参戦することになった。しかしこの人事は、国民革命軍第8軍軍長（当時、武漢国民政府の主力部隊）である湘軍（湖南軍）指揮官・唐生智の反発や猜疑を招いた。唐は、袁に湖南省の統治権を奪われまいと考えることになる。また、部下であった王天培、彭漢章よりも国民革命軍への参加が遅く、中国国民党との関係が薄かったことは、蔣介石の疑念も呼んだ。
その一方で袁祖銘の側にも、国民革命軍参加直後でありながら早くも不穏な動きはあった。中国青年党に属していた部下の趙毓松から、孫伝芳・呉佩孚と反共の同盟を結び、容共の武漢国民政府を転覆するようにとの進言を受けていたのである。そして、袁自身もこれに乗り気で、転覆計画の準備を進めていたとされる。
1927年（民国16年）1月31日、袁祖銘は、唐生智配下の師長周斕に常徳で偽って歓待されたところを急襲され、殺害された。蔣介石の承認を得た唐の指示による粛清であった。享年39。

## 注
1. 1 2 3 4 5 6  徐主編（2007）、1109頁。
2. ↑  貴州軍閥史研究会ほか（1987）、138-139頁。
3. ↑  貴州軍閥史研究会ほか（1987）、187頁。
4. ↑  彭と王は、袁の数月前に、それぞれ国民革命軍第9軍軍長、同第10軍軍長に任命されている。
5. ↑  貴州軍閥史研究会ほか（1987）、229-231頁。
6. ↑  松本・古沢（1978）、122-133頁。